# Centilione
Il centilione è un numero intero esprimibile, secondo il sistema di denominazione chiamato scala lunga, con 1 seguito da seicento zeri, cioè 10600 = 1 000 000100. Negli Stati Uniti e nel Regno Unito, ove vige il sistema di denominazione chiamato scala corta, invece, corrisponde a 10303, cioè 1 seguito da 303 zeri.
Essendo 106 un milione e, usando la scala lunga, 1 000 0002 = 1012 un bilione, 1 000 0003 = 1018 un trilione, 1 000 0004 = 1024 un quadrilione, proseguendo si arriva al decilione (1 000 00010 = 1060) e appunto al centilione (1 000 000100 = 10600). Non ha una funzione particolare ed è praticamente inutile per effettuare una qualsiasi misura nel mondo reale, poiché la quantità espressa oltrepassa notevolmente i limiti di comprensibilità umani.
Non è comunque il numero più grande che sia mai stato concepito, essendo enormemente più piccolo del googolplex, il quale a sua volta è di molto oltrepassato dal megistone e dal numero di Graham, rispettivamente secondo e primo numero più grande conosciuto (e rappresentabile con una notazione accettabile). È invece più grande del googol, 10100: è infatti superiore a esso di 500 ordini di grandezza.